# Lazy (canción de X-Press 2)
«Lazy» —en español: «Vago»— es el título de una canción de música electrónica realizada por la banda británica X-Press 2. Cuenta con la colaboración especial en las voces, del cantante de Talking Heads, David Byrne. Fue lanzado como sencillo el 8 de abril de 2002, y fue incluido en el álbum debut de X-Press 2, Muzikizum, y posteriormente en el álbum de Byrne, Grown Backwards, lanzado en 2004. Es el sencillo más exitoso de la banda llegando a obtener la primera ubicación en el Billboard Hot Dance Club Play y el segundo puesto en el UK Singles Chart. Byrne se presentó en el programa Top of the Pops, interpretando la canción en vivo, y además inició una gira llamada “The Lazy Eyeball Tour”, presentando temas de su álbum “Look Into The Eyeball”. Fue nominado como "Mejor Grabación del Año" en los Dancestar Electronic Music Awards del Reino Unido.

## Video musical
El video fue dirigido por Howard Shur, quien fuera asistente de Spike Jonze. Está protagonizado por el actor Bob Stephenson, en el que interpreta a un haragán tratando de hacer el mínimo esfuerzo. Tiene cuerdas que se suspenden sobre su sillón (de donde no se mueve por nada del mundo) y va accionando distintos robots que le lavan el cabello, le cocinan el desayuno y hasta una aspiradora a control remoto.

## Lista de canciones
Reino Unido — 12"
1. «Lazy» (Original Mix) – 9:25
2. «Lazy» (A cappella) – 3:40
3. «Lazy» (Reprise) – 6:40

 Reino Unido — 12" (Remixes)
1. «Lazy» (Freeform Five Remix) – 10:07
2. «Lazy» (Radio Slave Remix) – 9:32

 Estados Unidos — CD Single (Remixes)
1. «Lazy» (Original) – 9:26
2. «Lazy» (Radio Edit) – 4:14
3. «Lazy» (Norman Cook Remix) – 6:18
4. «Lazy» (Norman Cook Dub) – 6:42
5. «Lazy» (Peace Division Dub) – 9:20
6. «Lazy» (Moguai Remix)

- Descarga digital (Remixes 2008)[10]

1. «Lazy» (Moto Blanco Remix) – 7:35
2. «Lazy» (Moto Blanco Dub Mix) – 6:34
3. «Lazy» (Moto Blanco Edit) – 3:18
4. «Lazy» (Mowgli's Wobblin' Remix) – 6:16
5. «Lazy» (Mowgli Goes Deep Mix) – 6:23
6. «Lazy» (Yego Soundsystem Mix) – 7:45
7. «Lazy» (Yego Soundsystem Dub Mix) – 7:45

## Posicionamiento en listas
| Lista (2002)                          | Mejor posición |
| ------------------------------------- | -------------- |
| Estados Unidos (Hot Dance Club Songs) | 1              |
| Nueva Zelanda (Recorded Music NZ)     | 31             |
| Países Bajos (Mega Single Top 100)    | 78             |
| Reino Unido (UK Singles Chart)        | 2              |

### Sucesión en listas
| Predecesor: «One Day in Your Life» de Anastacia | Dance/Club Play Songs — Sencillo N° 1 6 de julio de 2002 — 12 de julio de 2002 | Sucesor: «Blame» de Sono |